# Cezary Łapiński
Cezary Łapiński (* 15. Juni 1953) ist ein ehemaliger polnischer Sprinter, der sich auf den 400-Meter-Lauf spezialisiert hatte.
1977 schied er bei den Halleneuropameisterschaften in San Sebastián im Vorlauf aus.
Bei den Europameisterschaften 1978 in Prag gewann er Silber in der 4-mal-400-Meter-Staffel.
Seine persönliche Bestzeit von 46,42 s stellte er am 13. Juli 1977 in Warschau auf.